# Route nationale 476
Die N476 war von 1933 bis 1973 eine französische Nationalstraße, die zwischen Essertenne-et-Cecey und Seurre verlief. Ihre Gesamtlänge betrug 49,5 Kilometer.